# 彰化脫褲莊
《彰化脫褲莊》，台灣電影，1985年出品，導演吳春萬。
《彰化脫褲莊》是描寫台灣彰化縣鹿港鎮頂厝里的鄉間小故事。鹿港位於濁水溪出海口，頂厝里農民要到鹿港，因無橋橔，必須脫褲裸身過河，過河之後再穿上衣服。

## 外部連結
- 開眼電影網上《彰化脫褲莊》的資料（繁體中文）
- 香港影庫上《彰化脫褲莊》的資料（繁體中文）
- 豆瓣电影上《彰化脫褲莊》的資料 （简体中文）